# Зубков Олександр Валерійович
Олекса́ндр Вале́рійович Зубко́в (нар. 3 серпня 1996, Макіївка, Україна) — український футболіст,  вінгер турецького «Трабзонспору» та збірної України.

## Клубна кар'єра

### «Шахтар»
Вихованець футбольної школи донецького «Олімпіка», за яку й почав свої виступи в ДЮФЛ у 2009 році. У 2011 році перейшов до академії «Шахтаря». Виступаючи в ДЮФЛ, провів 70 матчів, відзначившись голами 39 разів.
У сезоні 2013/14 почав залучатися до ігор за юніорську команду «Шахтаря» в категорії до 19 років. У складі команди U-19 ставав переможцем чемпіонату України серед юнацьких команд сезону 2014/15, провівши 12 зустрічей і забивши 3 голи. Також грав за молодіжну (U-21) команду гірників, де за три сезони провів 49 ігор, відзначившись голами 8 разів. Олександр є фіналістом Юнацької ліги УЄФА в сезоні 2014/15, у якому зіграв у 10 матчах турніру, забивши 3 голи.
23 вересня 2015 дебютував за основну команду «Шахтаря» у виїзному кубковому поєдинку проти «Тернополя», вийшовши в стартовому складі і відігравши всі 90 хвилин, а 15 травня 2016 вперше зіграв у Прем'єр-лізі, вийшовши на заміну замість Кобіна на 27-й хвилині домашнього матчу проти луганської «Зорі».

### «Маріуполь»
31 серпня 2018 року на правах оренди став гравцем «Маріуполя».

### «Ференцварош»
З 2019 до 2022 року на правах оренди захищав кольори угорського «Ференцварошу».

## Статистика

### «Клубна статистика»
Станом на 27 квітня 2025 року
| Сезон                   | Команда                 | Чемпіонат               | Чемпіонат | Чемпіонат | Кубок країни | Кубок країни | Кубок країни | Континентальні кубки | Континентальні кубки | Континентальні кубки | Інші змагання | Інші змагання | Інші змагання | Усього | Усього |
| Сезон                   | Команда                 | Ліга                    | Ігор      | Голів     | Ліга         | Ігор         | Голів        | Ліга                 | Ігор                 | Голів                | Ліга          | Ігор          | Голів         | Ігор   | Голів  |
| ----------------------- | ----------------------- | ----------------------- | --------- | --------- | ------------ | ------------ | ------------ | -------------------- | -------------------- | -------------------- | ------------- | ------------- | ------------- | ------ | ------ |
| 2015-16                 | «Шахтар»                | ПЛ                      | 1         | 0         | КУ           | 1            | 0            | —                    | —                    | —                    | СКУ           | 0             | 0             | 2      | 0      |
| 2016-17                 | «Шахтар»                | ПЛ                      | 8         | 0         | КУ           | 2            | 0            | —                    | —                    | —                    | СКУ           | 0             | 0             | 10     | 0      |
| 2017-18                 | «Шахтар»                | ПЛ                      | 8         | 0         | КУ           | 2            | 0            | ЛЧ                   | 1                    | 0                    | СКУ           | 0             | 0             | 11     | 0      |
| 2018-19                 | «Маріуполь»             | ПЛ                      | 22        | 8         | КУ           | 0            | 0            | —                    | —                    | —                    | —             | —             | —             | 22     | 8      |
| 2019-20                 | «Ференцварош»           | ШЛ                      | 28        | 9         | КУ           | 0            | 0            | ЛЧ/ЛЄ                | 6+8                  | 1+0                  | —             | —             | —             | 42     | 10     |
| 2020-21                 | «Ференцварош»           | ШЛ                      | 25        | 5         | КУ           | 1            | 1            | ЛЧ                   | 7                    | 0                    | —             | —             | —             | 33     | 6      |
| 2021-22                 | «Ференцварош»           | ШЛ                      | 20        | 1         | КУ           | 3            | 2            | ЛЧ/ЛЄ                | 7+4                  | 0+1                  | —             | —             | —             | 34     | 4      |
| Усього за «Ференцварош» | Усього за «Ференцварош» | Усього за «Ференцварош» | 73        | 15        |              | 4            | 3            |                      | 32                   | 2                    |               | 0             | 0             | 109    | 20     |
| 2022-23                 | «Шахтар»                | ПЛ                      | 17        | 5         | —            | —            | —            | ЛЧ/ЛЄ                | 5+4                  | 2+0                  | —             | —             | —             | 26     | 7      |
| 2023-24                 | «Шахтар»                | ПЛ                      | 25        | 5         | КУ           | 4            | 1            | ЛЧ/ЛЄ                | 6+2                  | 0                    | —             | —             | —             | 37     | 6      |
| 2024-25                 | «Шахтар»                | ПЛ                      | 12        | 5         | КУ           | 1            | 0            | ЛЧ                   | 8                    | 2                    | —             | —             | —             | 21     | 7      |
| Усього за «Шахтар»      | Усього за «Шахтар»      | Усього за «Шахтар»      | 71        | 15        |              | 10           | 1            |                      | 26                   | 4                    |               | 0             | 0             | 107    | 20     |
| 2024-25                 | «Трабзонспор»           | СЛ                      | 10        | 5         | КТ           | 4            | 2            | —                    | —                    | —                    | —             | —             | —             | 14     | 7      |
| Усього за кар'єру       | Усього за кар'єру       | Усього за кар'єру       | 176       | 38        |              | 18           | 4            |                      | 58                   | 6                    |               | -             | -             | 251    | 55     |

### Матчі за збірну
Станом на 10 червня 2025 року
| Дата       | Місто       | Господарі            | Результат | Гості                | Турнір                                    | Голи | Примітки  |
| ---------- | ----------- | -------------------- | --------- | -------------------- | ----------------------------------------- | ---- | --------- |
| 07/10/2020 | Париж       | Франція              | 7 – 1     | Україна              | товариський матч                          | -    | 71'       |
| 10/10/2020 | Київ        | Україна              | 1 – 2     | Німеччина            | Ліга націй УЄФА 2020—2021 - груповий етап | -    | 69'       |
| 13/10/2020 | Київ        | Україна              | 1 – 0     | Іспанія              | Ліга націй УЄФА 2020—2021 - груповий етап | -    | 65'       |
| 11/11/2020 | Хожув       | Польща               | 2 – 0     | Україна              | товариський матч                          | -    | 45'       |
| 14/11/2020 | Лейпциг     | Німеччина            | 3 – 1     | Україна              | Ліга націй УЄФА 2020—2021 - груповий етап | -    | 75'       |
| 24/03/2021 | Париж       | Франція              | 1 – 1     | Україна              | Відбір до ЧС 2022                         | -    | 86'       |
| 28/03/2021 | Київ        | Україна              | 1 – 1     | Фінляндія            | Відбір до ЧС 2022                         | -    | 58'       |
| 31/03/2021 | Київ        | Україна              | 1 – 1     | Казахстан            | Відбір до ЧС 2022                         | -    | 67'       |
| 23/05/2021 | Харків      | Україна              | 1 – 1     | Бахрейн              | товариський матч                          | -    | 46'       |
| 03/06/2021 | Дніпро      | Україна              | 1 – 0     | Північна Ірландія    | товариський матч                          | 1    | 46'       |
| 07/06/2021 | Харків      | Україна              | 4 – 0     | Кіпр                 | товариський матч                          | -    | 46'       |
| 13/06/2021 | Амстердам   | Нідерланди           | 3 – 2     | Україна              | ЧЄ 2020 - груповий етап                   | -    | 13'       |
| 04/09/2021 | Київ        | Україна              | 1 – 1     | Франція              | Відбір до ЧС 2022                         | -    | 90+3'     |
| 08/09/2021 | Пльзень     | Чехія                | 1 – 1     | Україна              | товариський матч                          | -    | 65'       |
| 09/10/2021 | Гельсінкі   | Фінляндія            | 1 – 2     | Україна              | Відбір до ЧС 2022                         | -    | 77'       |
| 12/10/2021 | Львів       | Україна              | 1 – 1     | Боснія і Герцеговина | Відбір до ЧС 2022                         | -    | 82'       |
| 11/11/2021 | Одеса       | Україна              | 1 – 1     | Болгарія             | товариський матч                          | -    | 61'       |
| 16/11/2021 | Зениця      | Боснія і Герцеговина | 0 – 2     | Україна              | Відбір до ЧС 2022                         | -    | 75'       |
| 01/06/2022 | Глазго      | Шотландія            | 1 – 3     | Україна              | Відбір до ЧС 2022                         | -    | 78'       |
| 08/06/2022 | Дублін      | Ірландія             | 0 – 1     | Україна              | Ліга націй УЄФА 2022—2023 - груповий етап | -    | 46'       |
| 11/06/2022 | Лодзь       | Україна              | 3 – 0     | Вірменія             | Ліга націй УЄФА 2022—2023 - груповий етап | -    | 78'       |
| 21/09/2022 | Глазго      | Шотландія            | 3 – 0     | Україна              | Ліга націй УЄФА 2022—2023 - груповий етап | -    | 83'       |
| 24/09/2022 | Єреван      | Вірменія             | 0 – 5     | Україна              | Ліга націй УЄФА 2022—2023 - груповий етап | 1    | 71'       |
| 27/09/2022 | Краків      | Україна              | 0 – 0     | Шотландія            | Ліга націй УЄФА 2022—2023 - груповий етап | -    | 87'       |
| 12/06/2023 | Бремен      | Німеччина            | 3 – 3     | Україна              | товариський матч                          | -    | 71'       |
| 16/06/2023 | Скоп'є      | Північна Македонія   | 2 – 3     | Україна              | Відбір до ЧЄ 2024                         | -    | 90+3'     |
| 14/10/2023 | Прага       | Україна              | 2 – 0     | Північна Македонія   | Відбір до ЧЄ 2024                         | -    | 68'       |
| 17/10/2023 | Та-Калі     | Мальта               | 1 – 3     | Україна              | Відбір до ЧЄ 2024                         | -    | 76' 90+4' |
| 20/11/2023 | Леверкузен  | Україна              | 0 – 0     | Італія               | Відбір до ЧЄ 2024                         | -    | 80'       |
| 21/03/2024 | Зениця      | Боснія і Герцеговина | 1 – 2     | Україна              | Відбір до ЧЄ 2024                         | -    | 76'       |
| 03/06/2024 | Нюрнберг    | Німеччина            | 0 – 0     | Україна              | товариський матч                          | -    | 64'       |
| 07/06/2024 | Варшава     | Польща               | 3 – 1     | Україна              | товариський матч                          | -    | 70'       |
| 11/06/2024 | Кишинів     | Молдова              | 0 – 4     | Україна              | товариський матч                          | -    | 68'       |
| 21/06/2024 | Дюссельдорф | Словаччина           | 1 – 2     | Україна              | ЧЄ 2024 - груповий етап                   | -    | 67'       |
| 11/10/2024 | Познань     | Україна              | 1 – 0     | Грузія               | Ліга націй УЄФА 2024—2025 - груповий етап | -    | 75'       |
| 14/10/2024 | Вроцлав     | Україна              | 1 – 1     | Чехія                | Ліга націй УЄФА 2024—2025 - груповий етап | -    | 22'       |
| 16/11/2024 | Батумі      | Грузія               | 1 – 1     | Україна              | Ліга націй УЄФА 2024—2025 - груповий етап | -    | 3' 64'    |
| 07/06/2025 | Торонто     | Канада               | 4 – 2     | Україна              | товариський матч                          | -    | 66'       |
| 10/06/2025 | Торонто     | Нова Зеландія        | 1 – 2     | Україна              | товариський матч                          | -    | 74'       |
| Усього     |             | Матчів               | 39        |                      | Голів                                     | 2    |           |

## Досягнення
- «Шахтар»

Чемпіон України: 2016-17, 2017-18, 2022-23, 2023-24
Володар кубка України: 2015-16, 2016-17, 2017-18, 2023-24
Володар Суперкубка України: 2015, 2017
- «Ференцварош»

Чемпіон Угорщини: 2019-20, 2020-21, 2021-22, 2021-22
Володар кубка Угорщини: 2021-22